# Buchs, Aargau
Buchs är en ort och kommun i distriktet Aarau i kantonen Aargau, Schweiz. Kommunen har 8 429 invånare (2023).